# Мария, Таня
Таня Мария (порт. Tania Maria Correa Reis, р. 9 мая 1948, Сан-Луис) — бразильская джазовая певица, пианистка и композитор.

## Биография
Таня Мария родилась в Сан-Луисе, начала играть на фортепиано в возрасте семи лет, стала лидером в возрасте 13 лет, когда группа профессиональных музыкантов, организованная ее отцом, выиграла первый приз в конкурсе на местном музыкальном конкурсе. Ее отец, гитарист и певец, посоветовал ей изучить фортепиано, чтобы она могла играть на его джем-сейшнах по выходным. Там она освоила ритмы и мелодии самбы, джаза, поп-музыки и бразильского шоринью. С тех пор она ни разу не играла ни в чьей чужой группе. Таня имеет высшее юридическое образование, рано вышла замуж и родила детей.
Первый альбом Марии, Apresentamos («Мы представляем»), был выпущен в Бразилии в 1969 году, за ним последовал Olha Quem Chega («Смотри, кто здесь!») в 1971 году. Переезд в Париж в 1974 году вывел ее на международную арену. На концерте в Австралии ее музыка привлекла внимание американского гитариста Чарли Бёрда, который порекомендовал ее Карлу Джефферсону из Concord Records.
Альбом Тани 1983 года Come With Me положил начало ее международному прорыву, заглавная песня стала классикой танцпола 1980-х годов, на нее с тех пор часто исполняются каверы.
Мария выступала практически на всех важных джазовых фестивалях мира и появлялась в бесчисленных теле- и радиопрограммах. Она записала более 25 альбомов и в 1985 году была номинирована на премию Грэмми в категории «Лучшее женское джазовое вокальное исполнение».

## Дискография

### Альбомы
| Year | Title                                                          | Genre          | Label             |
| ---- | -------------------------------------------------------------- | -------------- | ----------------- |
| 1969 | Apresentamos                                                   | Brazilian jazz | Continental       |
| 1971 | Olha Quem Chega                                                | Brazilian jazz | Odeon             |
| 1977 | Via Brasil                                                     | Brazilian jazz | Sunny Side        |
| 1977 | Via Brasil, Vol. 2                                             | Brazilian jazz | Sunny Side        |
| 1979 | Live                                                           | Brazilian jazz | Accord            |
| 1980 | Piquant                                                        | Brazilian jazz | Concord           |
| 1981 | Taurus                                                         | Brazilian jazz | Concord           |
| 1982 | Come with Me                                                   | Brazilian jazz | Concord           |
| 1983 | Love Explosion                                                 | Brazilian jazz | Concord           |
| 1984 | The Real Tania Maria: Wild!                                    | Brazilian jazz | Concord           |
| 1985 | Made in New York                                               | Brazilian jazz | EMI               |
| 1988 | Forbidden Colors                                               | Brazilian jazz | Capitol           |
| 1990 | Bela Vista                                                     | Brazilian jazz | Blue Note         |
| 1991 | Lady from Brazil                                               | Brazilian jazz | EMI               |
| 1993 | Outrageous                                                     | Brazilian jazz | Concord           |
| 1993 | The Best of Tania Maria                                        | Brazilian jazz | Blue Note         |
| 1996 | No Comment                                                     | Brazilian jazz | TKM               |
| 1997 | Europe                                                         | Brazilian jazz | TKM               |
| 2000 | Viva Brazil                                                    | Brazilian jazz | Concord Records   |
| 2002 | Happiness                                                      | Brazilian jazz | Recall Records UK |
| 2002 | Tania Maria Live at the Blue Note                              | Brazilian jazz | Concord           |
| 2003 | Outrageously Wild                                              | Brazilian jazz | Concord           |
| 2004 | Olha Quem Chega (reissue)                                      | Brazilian jazz | Import            |
| 2005 | Tania Maria in Copenhagen (with Niels-Henning Ørsted Pedersen) | Brazilian jazz | Stunt             |
| 2005 | Intimidade                                                     | Brazilian jazz | Blue Note         |
| 2005 | Brazil with My Soul                                            | Brazilian jazz | Universal         |
| 2011 | Tempo (with Eddie Gómez)                                       | Brazilian jazz | Naïve Records     |
| 2012 | Canto                                                          | Brazilian jazz | Naïve Records     |